# Neureichenau
Neureichenau là một đô thị thuộc huyện Freyung-Grafenau trong bang Bayern nước Đức. Đô thị Neureichenau có diện tích 46,38 km², dân số thời điểm 31 tháng 12 năm 2006 là 4445 người.